# Сєверний (вулкан)
Вулкан Сєверний - найпівнічніший із групи вулканів Серединного хребта на півострові Камчатка. Тип – щитовий. Знаходиться у верхів'ї річок Хайлюлі та Кутіни, заввишки 1936 метрів. Діаметр майже круглого конуса складає близько 12 км. Є один головний кратер та декілька бічних.

## Наукові відомості
Вік вулкана сучасний (голоценовий). Останнє виверження відбулося приблизно 3500 років тому. Знаходиться за 14-20 км на схід від вулкана Воямпільського, на північний захід від вулкана Сніговий, на північ від вулкана Гостра сопка на Серединному хребті. Лавові потоки не застаріли і вулкан зараховують до діючих вулканів. У складі має основний вулкан Сєверний та найбільший кратер - вулкан Тобельстен.
Сєверний почав формуватися у пізньому плейстоцені, і був ісландського типу. Високий Сєверний завершується невеликим стратовулканом. Маленький щитовий вулкан був сформований на східному схилі і ще менше конус виріс на західному схилі. Базальтові потоки та конус Тобельстен на західному схилі та пов'язані потоками лави, які сформувалися близько 3500 років тому.